# Castigo con vara en Singapur

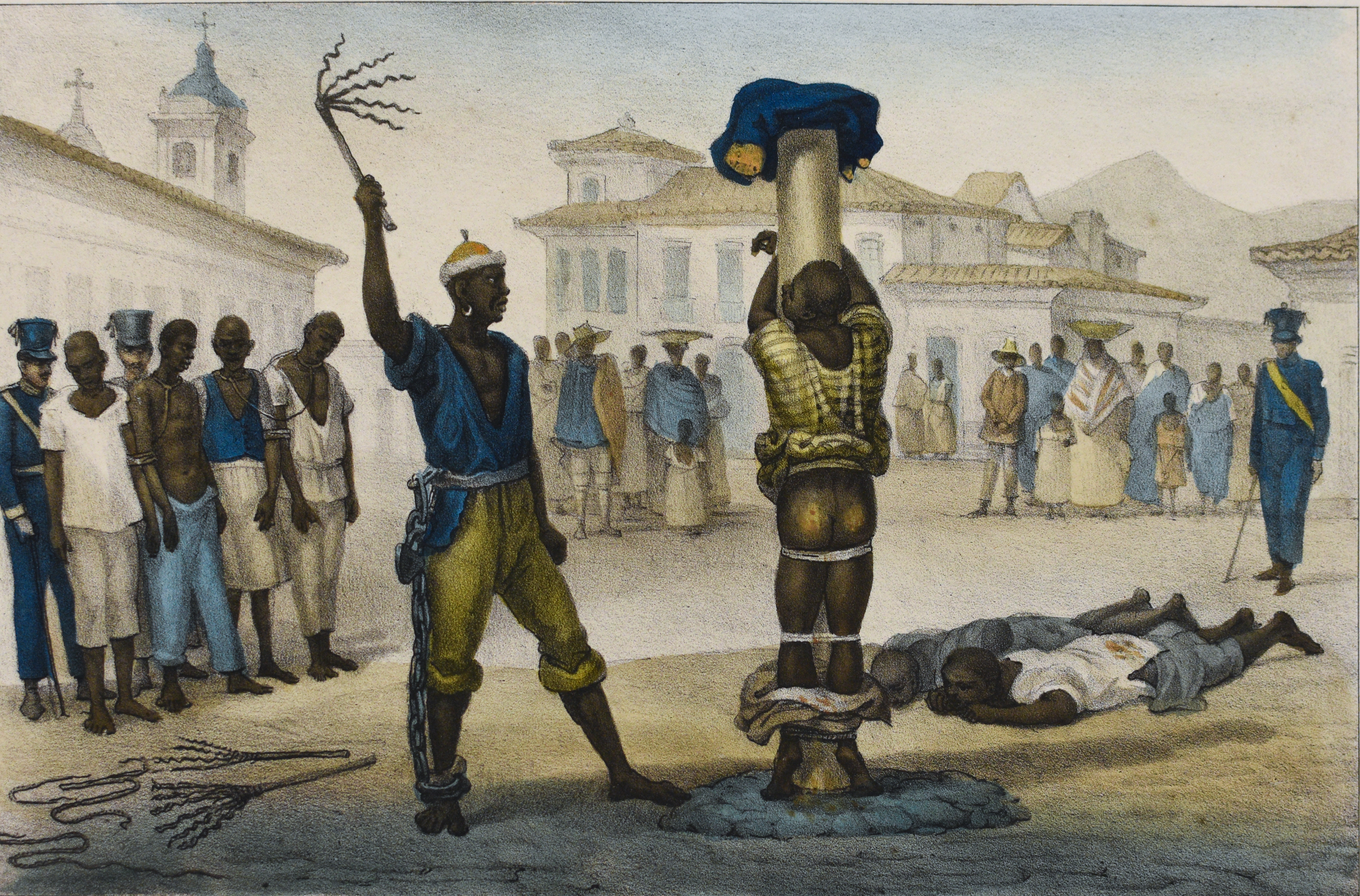
La ejecución de la pena de azotes por Jean-Baptiste Debret

El castigo con vara es una forma de castigo corporal legal ampliamente utilizado en Singapur. Puede ser subdividido en varios contextos: judicial, militar, escuela, reformatorio y doméstico/privado.
De estos, el castigo judicial de azotes con una vara, por el cual se distingue Singapur, es el más severo. El mismo se encuentra reservado para criminales varones de menos de 50 años de edad, como pena para un amplio espectro de ofensas tipificadas en el Código Criminal de Procedimientos. El azotar utilizando una vara es también una forma legal de castigo para delincuentes varones que son miembros de las Fuerzas Armadas de Singapur (SAF) y el castigo es administrado en el Centro de Detención de las SAF. El azotar utilizando una vara es también una forma de castigo oficial en escuelas reformatorias y una medida de disciplina carcelaria. 
De una manera menos severa, el azote utilizando una vara es utilizado para castigar a jóvenes varones en numerosas escuelas de Singapur ante faltas graves de conducta.
Una vara mucho más pequeña u otro implemento es utilizado por algunos padres para castigar a sus hijos de ambos sexos. La ley de Singapur no prohíbe esta práctica.

## Historia
El castigo con una vara, es una forma de castigo corporal legalmente aprobado para criminales convictos, el cual fue introducido en Singapur y Malasia (ambos parte de la Malasia Británica) durante el período colonial británico. Fue formalmente codificado en el Straits Settlements Penal Code Ordinance IV.
En aquella época, las infracciones u ofensas punibles mediante azote con una vara eran  similares a aquellas que eran castigadas mediante latigazos o flagelación con varillas en Inglaterra y Gales,  y comprendían:
- Robo
- Formas agravadas de hurto
- Allanamiento de morada
- Asalto con la intención de comprometer la modestia de la víctima
- Una segunda o subsiguiente condena por violación
- Una segunda o subsiguiente ofensa relacionada con la prostitución
- Vivir de o comerciar con la prostitución.
- Gamberrismo.

Los azotes mediante una vara pemanecieron en la legislación luego de que Malasia declaró su independencia de Gran Bretaña, y en forma similar luego de que Singapur dejó de ser parte de  Malasia. Posteriormente el Parlamento de Singapur aprobó legislación para aumentar el número mínimo de golpes que recibe un convicto, y el número de crímenes que pueden ser castigados mediante azotes con una vara.

## La vara
Para los azotes en prisión y judiciales se utiliza una vara de ratán de 1,2 metros de largo y 1,3 cm de diámetro. Es aproximadamente el doble de gruesa que las varas utilizadas en las escuelas y en ámbitos militares. Antes del castigo la vara es empapada en agua para que sea más pesada y más flexible. El Departamento de Prisiones niega que las varas sean mojadas con salmuera, pero ha indicado que la vara es tratada con un antiséptico antes de su uso para evitar se produzca una infección. Para el caso de convictos menores a la edad de 18 años se utiliza una vara más liviana.

### Tratamiento médico y consecuencias
Los efectos físicos inmediatos cuando la vara entra en contacto con el cuerpo se han exagerado en algunos relatos populares, sin embargo, puede haber algún daño físico, en función del número de golpes. Michael P. Fay, quien recibió cuatro golpes de la caña, dijo: "Hubo un poco de sangre. Quiero decir, no hay que exagerar, no digamos que solo unas gotas o que la sangre estaba brotando. Algo entre los dos. Es como un sangrado por la nariz." Sin embargo, un sangrado más profuso puede ocurrir en el caso de un mayor número de azotes.
Después de los azotes, el preso es liberado del marco y recibe tratamiento médico. Se dejan sanar las heridas aplicando una loción antiséptica (violeta de genciana). Cuando se dan un gran número de azotes, se causan cicatrices en las nalgas a largo plazo. Los que reciben azotes no son elegibles para servir en las Fuerzas Armadas de Singapur como reclutas si no han servido aún.